# 静岡市立清水飯田中学校
静岡市立清水飯田中学校（しずおかしりつ しみずいいだちゅうがっこう）は、静岡県静岡市清水区山原に所在する公立中学校。

## 沿革

### 経緯
この地区には1947年から1958年までの一時期「清水市立飯田中学校（1953年までは飯田村立飯田中学校）」が存在していたが、清水市立高部中学校（現：静岡市立清水第六中学校）と合併したため閉校になったという経緯がある。

### 年表
- 1981年 - 清水市立第六中学校の生徒数増加に対応するため、飯田地区を学区分離し「清水市立飯田中学校」として開校。
- 1983年 - 体育館完成
- 2003年 - 静岡市立清水飯田中学校に改称。

## アクセス
- しずてつジャストライン山原梅蔭寺線 ｢飯田中学校入口｣停留所から、徒歩3分

## 部活動
| - 野球部 - サッカー部 - バレーボール部（男・女） - バスケットボール部（男・女） - ソフトテニス部（男・女） | - 卓球部（男・女） - 陸上競技部 - ソフトボール部 - 吹奏楽部 - 美術部 |

## 小学校区
- 静岡市立清水飯田小学校
- 静岡市立清水飯田東小学校